# Автоклав
Автокла́в (греч. авто — сам + лат. clavis — запор, задвижка) — герметичный аппарат для различных операций, требующих нагрева под давлением выше атмосферного. В этих условиях достигается ускорение реакции и увеличение выхода продукта. При использовании в химии или для проведения химических реакций используют название химический реактор. При использовании в медицине для стерилизации при высоком давлении и температуре — только автоклав. В случае, если стерилизация проводится при высокой температуре, но без давления, используют термин стерилизатор или сухожаровой шкаф (без пара), дезинфекционная камера (для дезинфекции). Был изобретён Дени Папеном в 1679 году. Термодинамический процесс в автоклаве — изохорный.

## Типы автоклавов
Автоклавы бывают: вращающиеся, качающиеся, горизонтальные, вертикальные и колонные. Автоклав представляет собой сосуд либо замкнутый, либо с открывающейся крышкой. При необходимости снабжаются внутренними, наружными или выносными теплообменниками, механическими, электромагнитными, либо пневматическими перемешивающими устройствами и контрольно-измерительными приборами для измерения и регулирования давления, температуры, уровня жидкости и т. п.

## Конструкция автоклавов
Конструкция и основные параметры промышленного автоклава разнообразны, ёмкость от нескольких десятков см³ до сотен м³, предназначаются для работы под давлением до 150 МПа (1500 кгс/см²) при температуре до 500 °C. Для химических производств, в случае необходимости перемешивания продукта, как вариант, перспективны автоклавы с бессальниковыми мешалками и экранированным электродвигателем, не требующим уплотнения. Ротор этого электродвигателя насажен непосредственно на вал мешалки и накрыт герметичным тонкостенным экраном из немагнитного материала, не препятствующего проникновению магнитных силовых линий от статора электродвигателя к ротору.
При производстве строительных материалов применяют туннельные или тупиковые автоклавы. Внешне они представляют собой трубу 3—6 м в диаметре и 15—20 м в длину, закрываемую крышкой с байонетным затвором (тупиковые с одной стороны, туннельные с двух сторон).
Вдоль по длине автоклава расположены рельсы для вагонеток с изделиями. Автоклавы оборудованы магистралями для впуска насыщенного пара, перепуска отработанного пара в другой автоклав, выпуска пара в атмосферу или в утилизатор и для конденсатоотвода.
В пищевой промышленности используются вертикальные и горизонтальные автоклавы широкого спектра разновидностей, размеров и принципов действия. Например, в горизонтальных автоклавах для пищевой промышленности может создаваться необходимое противодавление по отношению к каждой отдельно взятой упаковке с продуктом, что позволяет проводить стерилизацию продуктов не только в жёсткой таре (стеклобанка, жестебанка), но и в мягкой и полужёсткой упаковке.

## Применение автоклавов
Автоклавы применяются в химической промышленности (производство гербицидов, органических полупродуктов и красителей, в процессах синтеза); в гидрометаллургии (выщелачивание с последующим восстановлением из растворов цветных и драгоценных металлов, редких элементов); в резиновой промышленности (вулканизация технических изделий); в пищевой промышленности (стерилизация, пастеризация продуктов [в том числе консервов]); в производстве стройматериалов (изготовление силикатного кирпича, автоклавного газобетона). Автоклавы широко используются в медицине. Также при создании изделий из карбонового волокна, для придания им твёрдых форм.
Рубашка автоклава защитная — устройство, предохраняющее швы и основной материал корпуса реактора от воздействия теплоносителя.
Массовое применение автоклавы получили именно в пищевой промышленности. Современные автоклавные кулинарные системы оснащены многоступенчатыми механизмами защиты, специальными замками и системами автоматического отключения. На сегодняшний день для этих целей во всем мире постоянно используется около 1,5 млн автоклавов.
Применение автоклавов не ограничивается промышленными масштабами. Автоклавы малых размеров и малой производительности используются в бытовых целях, для приготовления домашних мясных, рыбных и овощных консервов. Бытовые автоклавы могут быть как промышленного изготовления, так и самодельными, изготовленными из газового баллона или ресивера. Бытовые автоклавы, аналогично промышленным автоклавам, оснащаются устройствами контроля температуры, давления и предохранительными клапанами.

## Автоклавы в пищевой промышленности
Автоклавный способ приготовления пищи — это метод приготовления продуктов в герметичном сосуде или в автоклаве, не позволяющем воздуху или жидкости покидать ёмкость, находящуюся под высоким давлением. Поскольку при увеличении давления точка кипения жидкости смещается вверх, температура жидкости внутри системы может превышать 100 °C, при этом жидкость не достигает точки кипения. Большинство кулинарных систем высокого давления работают при рабочем давлении 1.5 — 1.9 атмосферы. При таком давлении температура кипения воды поднимается до 125 °C. Повышенная температура позволяет приготовить продукт несоизмеримо быстрее стандартного способа.
Например, порезанная свежая капуста готовится в течение одной минуты. Свежие зелёные бобы или небольшие картофелины готовятся около пяти минут, а целая курица до 3 кг — около 20 минут. Другое преимущество автоклавного способа приготовления пищи — достижение эффекта тушения и медленного кипения продукта за очень короткий срок. Поскольку пища готовится без интенсивного испарения и быстрее обычного, в автоклаве из продуктов вываривается существенно меньше жидкости, витаминов, минералов, солей и прочих веществ.
В настоящее время небольшие установки используют альпинисты, для того чтобы вскипятить воду на больших высотах. Высоко в горах вода выкипает, не достигая температуры 100 °C, что препятствует правильному приготовлению пищи и нормальной тепловой обработке продуктов, как писал Чарльз Дарвин в «Путешествии на Бигле».
Автоклавный способ приготовления пищи считался очень взрывоопасным. Современные автоклавные кулинарные системы оснащаются различными механизмами защиты — специальными замками, клапанами, системами автоматического отключения и т. п., все бытовые скороварки оснащаются предохранительным клапаном прямого действия.  
,  
Условно автоклавы можно разделить на три класса:
1. Автоклавы первого класса – это электрические автоклавы с электронным блоком управления (ЭБУ), где в качестве нагревателя используется электрический нагреватель (ТЭН). Подобные автоклавы позволяют программировать технологический процесс приготовления продукта в соответствии с конкретным рецептом. Процесс стерилизации проходит в них автоматически, и не требует постоянного контроля за процессом консервирования. Эти аппараты также как и другие оснащаются предохранительным клапаном прямого действия. 
2. Автоклавы второго класса – это электрические автоклавы без электронного блока управления. В качестве нагревателя используется также электрический нагреватель (ТЭН). Работа подобных автоклавов подразумевает ручное управление, где необходим постоянный контроль за технологическим процессом, так как возможен недогрев или перегрев продукта, что ухудшает его потребительские свойства. Оснащаются предохранительным клапаном прямого действия
3. Автоклавы третьего класса – это газовые автоклавы, источником нагрева которых, является газовые, электрические, керамические или индукционные плиты нового поколения. Работает такой автоклав в ручном режиме и необходим постоянный контроль за процессом стерилизации и постоянная корректировка технологического процесса стерилизации, однако также оснащаются предохранительным клапаном прямого действия, не дающим превысить давление внутри автоклава выше пределов прочности корпуса;
Кроме того, автоклавы отличаются друг от друга наличием системы охлаждения.
Условно их можно разделить на два типа:
1-й тип: Автоклавы с системой быстрого охлаждения с принудительным сливом теплоносителя сразу после процесса стерилизации. Благодаря данной функции, длительность приготовления одной партии консервов займёт не более 2,5 часов, в зависимости от рецепта, что соответствует технологическим регламентам приготовления консервированных продуктов.
2-й тип: Автоклавы с естественным остыванием. Перед тем как изъять партию консервов из автоклава, необходимо дождаться полного остывания, это может длиться до 24 часов. Такой тип не позволяет уложиться в заданные технологические параметры, что может привести к перевариванию продукта и потере потребительских свойств продукта.
Принцип работы системы
При обычных условиях нагрев жидкости выше точки кипения невозможен. Как только температура воды достигает 100 °C, вода становится паром и уходит из зоны нагрева. Интенсивное образование пара в ёмкости с жидкостью и называется кипением. Если вода кипятится долго, то она переходит в пар полностью.
Когда вода кипятится в автоклаве, повышается температура кипения. Это происходит так: по мере того, как температура воды приближается к 100 °C, испарение воды усиливается. Водяной пар, являясь, по сути, газом, создаёт в автоклаве избыточное давление, что приводит к уменьшению дальнейшего испарения, и в итоге давление поднимается настолько, что кипение останавливается, и нагретая выше 100 °C вода продолжает оставаться жидкой. Чем выше температура, тем выше давление в системе. Более высокое тепло, да ещё и при повышенном давлении, оказывает более мощный эффект как на приготовление продуктов, так и на разрушение микроорганизмов.
Подобный процесс легко достижим при приготовлении твёрдых непещеристых продуктов. В случае приготовления губкообразных, пещеристых продуктов, следует выбирать систему с глубоким вакуумированием ёмкости. Остаточное содержание газов может способствовать защите бактерий от разрушения, создавая термоизоляцию для их оболочек.
Существуют автоклавы, которые используют фракционное вакуумирование, которое удаляет газы в несколько циклов, обеспечивая 100 % проникновение тепла в процессе стерилизации и гомогенизации продукта.

## Эксплуатация промышленных автоклавов
При применении автоклавов их владелец обязан обеспечить должное состояние сосудов и условия их работы. В этих целях назначается прошедший обучение ответственный за исправное состояние и безопасную эксплуатацию сосудов, работающих под давлением.
Персонал, на который возложены обязанности по обслуживанию сосудов, должен вести тщательное наблюдение за порученным ему оборудованием путём его осмотра, проверки действия арматуры, КИП, предохранительных и блокировочных устройств и поддержания сосудов в исправном состоянии. Результаты осмотра и проверки должны записываться в сменный журнал.
В России нормативные документы по эксплуатации автоклавов издаются и утверждаются Ростехнадзором.

## Валидация автоклава
Для обеспечения эффективной стерилизации в автоклаве необходимо использовать оптимальные параметры. Исследование, проведенное в 2017 году госпиталем Джонса Хопкинса, показало, что при использовании оптимизированных настроек удалось достичь 100% успешной стерилизации имитированных биомедицинских отходов, в то время как при использовании заводских настроек успешность составила всего 16%.
Различные индикаторы — физические, химические и биологические — используются для проверки того, что автоклав достиг необходимой температуры и времени. Химические индикаторы, такие как автоклавная лента, меняют цвет при достижении правильных условий, но не подтверждают полную стерильность. Тест Боуи-Дика является более строгим химическим индикатором, используемым для проверки процесса. Биологические индикаторы используют споры термоустойчивых бактерий для подтверждения стерилизации. Физические индикаторы могут включать сплавы, которые плавятся при определенных температурах.
Некоторые автоклавы используют компьютерное управление значением F0 для регулирования циклов стерилизации, корректируя время в зависимости от контролируемой температуры, чтобы обеспечить эффективную стерилизацию.